# Jeremy Cumpston
Jeremy Cumpston (Darwin, 1967) is een Australisch acteur, filmregisseur en dokter. Hij speelde in diverse films en series, waaronder Bilched, All Saints: Medical Response Unit en The Mystery of Natalie Wood.

## Carrière
Cumpston maakte in maart 1992 zijn acteerdebuut in de korte film Hidden Injuries, hierna was hij in meerdere films en series te zien voordat hij in februari 1998 de hoofdrol van Connor Costello ging vertolken in de Seven Network-serie All Saints: Medical Response Unit. Cumpston vertolkte deze rol vier seizoenen lang en verliet de serie in september 2001. In 2004 vertolkte Cumpston de rol van John Payne in ABC-miniserie The Mystery of Natalie Wood, datzelfde jaar was hij tevens te zien in de film Get Rich Quick.
In de jaren die volgde was Cumpston te zien in meerdere films, waaronder Last Cab to Darwin en Petunia. In mei 2019 regisseerde Cumpston de komische dramafilm Bilched; de film werd geschreven en mede geproduceerd door zijn zoon Hal Cumpston, die tevens de hoofdrol vertolkte. Daarnaast vertolkte Jeremy Cumpston zijn andere zoon Joseph Zada ook een rol in de film. Met deze film won Cumpston tijdens het Chelsea Film Festival meerdere prijzen, waaronder in de categorieën Beste film en Beste scenario.
Naast zijn werk als acteur is Cumpston werkzaam als dokter.

## Privé
Cumpston had een relatie met schrijfster Rachel Lane; met haar kreeg hij in 1999 zoon Hal Cumpston, die tevens werkzaam is als acteur. Van 2005 tot en met 2010 was Jeremy Cumpston getrouwd met filmproducente Jessica Brentnall; met haar kreeg hij twee zoons en een dochter, waaronder zoon Joseph Zada, die ook werkt als acteur.

## Filmografie

### Film

#### Als acteur
- 1992: Hidden Injuries, als bendelid
- 1998: They, als kantoormedewerker
- 1998: Masseur, als masseur
- 2004: Get Rich Quick, als Tucker
- 2015: Last Cab to Darwin, als dokter Sharpe
- 2016: Petunia, als Jack
- 2017: What If it Works?, als Stan
- 2019: Bilched, als dokter David
- 2020: Stuntbot, als presentator praatprogramma
- 2022: Maddie's Red Hot, als Robert
- 2024: Take My Hand, als dokter Boyle

#### Als regisseur
- 2002: Free
- 2008: The Sky Is Always Beautiful
- 2011: The Last Race
- 2019: Bilched

### Televisie
- 1997: Roar, als Aiden
- 1997: Murder Call, als Adrian McCaffery
- 1998-2001: All Saints: Medical Response Unit, als Connor Costello
- 2004: The Mystery of Natalie Wood, als John Payne
- 2024: Total Control, als dokter Carrera